# Салаватов, Эльдар Измитдинович
Эльдар Измитдинович Салаватов (род. 8 января 1976) — российский кинорежиссёр, сценарист, автор комиксов.

## Биография
Пришёл в профессию, начав снимать рекламные ролики и видеоклипы. Интерес к фигуре Эльдара Салаватова стремительно возрос после выхода в свет в 2011 году саги о Сергее Мавроди — фильма «ПираМММида». Светлый образ спасителя России, созданный актёром Серебряковым, исполнившим главную роль, и почти реабилитировал все злодеяния «строителя пирамиды».
Юсуп Бахшиев: «Эльдар Салаватов — это первый режиссёр в моей практике, с которым мне удалось поговорить по-человечески. У меня, несмотря на брутальные роли и странную внешность, довольно-таки мягкая натура, и я почему-то всегда проседал перед режиссёрами, мне всегда казалось, что обижать их нельзя и всегда нужно быть с ними лояльным. На самом деле, как я понял, это для продюсера ошибка. Вы помните, как в фильме „Солдаты неудачи“ продюсер в исполнении Тома Круза обошёлся с режиссёром? Очень часто хочется поступить также. Но в отношении Эльдара рука не поднималась ни разу».

## Фильмография

### Режиссёр
- 2025 — УГРОза: Трепалов и Кошелёк
- 2023 — Персональный ассистент
- 2019 — Рок-н-ролл
- 2016 — Вижу-знаю
- 2014 — Захват
- 2013 — Цезарь
- 2013 — Свиридовы
- 2012 — Мамы
- 2011 — ПираМММида
- 2009 — Антикиллер Д. К.: Любовь без памяти
- 2007 — Семейка Ады

### Сценарист
- 2009 — Антикиллер Д. К.: Любовь без памяти